# Pistolet Bernardelli P018
Bernardelli P018 – włoski pistolet samopowtarzalny. Produkowany od 1982 roku pierwszy pełnowymiarowy pistolet tej firmy. Broń opracowana jako pistolet służbowy dla policji i wojska, ale nie został zakupiony w większych ilościach przez żadną formację mundurową.

## Wersje
- P018 – wersja kalibru 7,65 mm Parabellum oferowana na rynku cywilnym w krajach, w których nielegalne jest posiadanie amunicji 9 mm Parabellum.
- P018/9 – wersja kalibru 9 mm Parabellum.
- P018 Compact – wersja kompaktowa z lufą długości 102 mm i 15-nabojowym magazynkiem.